# Томпсон, Джордж (баскетболист)
Джордж «Тип» Томпсон (англ. George "Tip" Thompson; 29 ноября 1947 года, Бруклин, Нью-Йорк, США — 8 июня 2022 года) — американский профессиональный баскетболист, выступавший в Американской баскетбольной ассоциации, отыграв пять из девяти сезонов её существования, а также один сезон в Национальной баскетбольной ассоциации.

## Ранние годы
Джордж Томпсон родился 29 ноября 1947 года в Бруклине, самом густонаселённом боро Нью-Йорка, учился там же в средней школе Эрасмус-Холл, в которой играл за местную баскетбольную команду.

## Статистика

### Статистика в НБА
| Сезон                                                                                    | Команда | Регулярный сезон | Регулярный сезон | Регулярный сезон | Регулярный сезон | Регулярный сезон | Регулярный сезон | Регулярный сезон | Регулярный сезон | Регулярный сезон | Регулярный сезон | Регулярный сезон | Серия плей-офф | Серия плей-офф | Серия плей-офф | Серия плей-офф | Серия плей-офф | Серия плей-офф | Серия плей-офф | Серия плей-офф | Серия плей-офф | Серия плей-офф | Серия плей-офф |
| Сезон                                                                                    | Команда | GP               | GS               | MPG              | FG%              | 3P%              | FT%              | RPG              | APG              | SPG              | BPG              | PPG              | GP             | GS             | MPG            | FG%            | 3P%            | FT%            | RPG            | APG            | SPG            | BPG            | PPG            |
| ---------------------------------------------------------------------------------------- | ------- | ---------------- | ---------------- | ---------------- | ---------------- | ---------------- | ---------------- | ---------------- | ---------------- | ---------------- | ---------------- | ---------------- | -------------- | -------------- | -------------- | -------------- | -------------- | -------------- | -------------- | -------------- | -------------- | -------------- | -------------- |
| 1974/75                                                                                  | Милуоки | 73               |                  | 27,2             | 44,3             |                  | 78,5             | 2,5              | 3,1              | 0,9              | 0,1              | 10,7             | Не участвовал  | Не участвовал  | Не участвовал  | Не участвовал  | Не участвовал  | Не участвовал  | Не участвовал  | Не участвовал  | Не участвовал  | Не участвовал  | Не участвовал  |
|                                                                                          | Всего   | 73               |                  | 27,2             | 44,3             |                  | 78,5             | 2,5              | 3,1              | 0,9              | 0,1              | 10,7             | Не участвовал  | Не участвовал  | Не участвовал  | Не участвовал  | Не участвовал  | Не участвовал  | Не участвовал  | Не участвовал  | Не участвовал  | Не участвовал  | Не участвовал  |
| Наведите курсор мыши на аббревиатуры в заголовке таблицы, чтобы прочесть их расшифровку. |         |                  |                  |                  |                  |                  |                  |                  |                  |                  |                  |                  |                |                |                |                |                |                |                |                |                |                |                |